# Suite de Recamán
 (juin 2018).

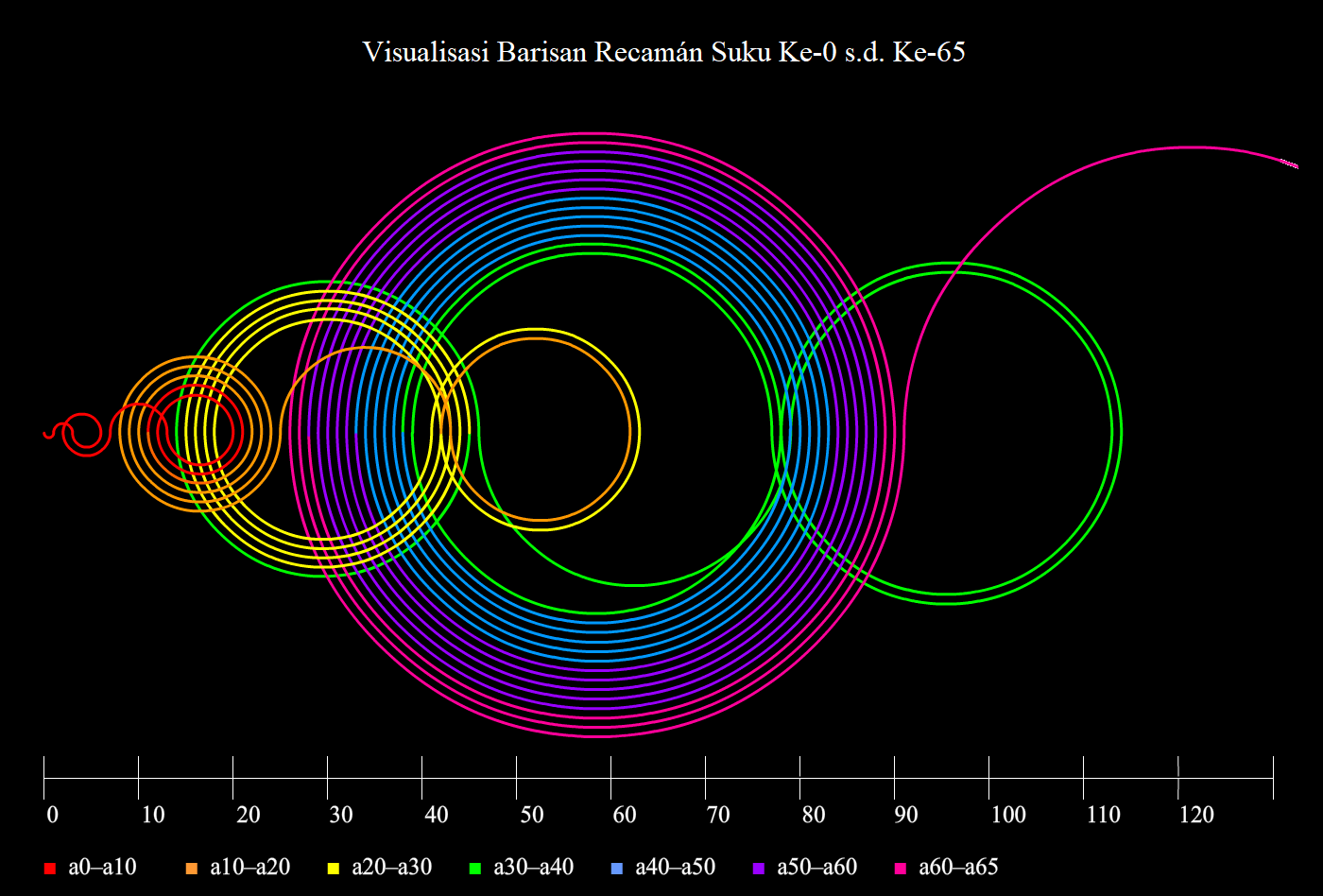
Les 65 premiers termes de la séquence de Recamán sont visualisés avec des cercles,

La suite de Recamán, nommée d'après le mathématicien colombien Bernardo Recamán Santos (es), est une suite d'entiers naturels.

## Définition
La suite est définie par la récurrence suivante :
- {\displaystyle a_{0}=0}
- pour tout entier {\displaystyle n>0}
  - si {\displaystyle a_{n-1}\geq n} et si {\displaystyle a_{n-1}-n} n'apparaît pas déjà dans la suite, alors {\displaystyle a_{n}=a_{n-1}-n}
  - sinon, {\displaystyle a_{n}=a_{n-1}+n}.

Les premiers termes de la suite sont {\displaystyle 0,1,3,6,2,7,13,20,12,21} (suite A005132 de l'OEIS).
La suite complète commence par deux 0 au lieu d'un. En effet, par différence, on obtient 0, 1, 2, 3, -4, 5, ... . Mais, si c'est validé, cela demande de changer tout ce qui en découle[réf. nécessaire], c'est-à-dire, aujourd'hui 15 mai 2023, 213 suites.
La suite qui résulte de A161680(n)  - (0, A005132(n)) = 0, 0, 0, 0, 0, 8, 8, 8, 8, 24, 24, ... = b(n) est multiple de 2.
On considère la suite (0, A005132) à laquelle on ajoute indéfiniment (0, A160356). On obtient le tableau carré
0,  0,  1,   3,    6,   2,   7, 13, ...
0,  1,  3,   6,    2,   7, 13, 20, ...
0,  2,  5,   9,   -2, 12, 19, 27, ...
0,  3,  7, 12,   -6, 17, 25, 34, ...
0,  4,  9, 15, -10, 22, 31, 41, ...
0,  5, 11, 18, -14, 27, 37, 48, ...
0,  6, 13, 21, -18, 32, 43, 55, ...
0,  7, 15, 24, -22, 37, 49, 62, ... 
...
La somme des termes antidiagonaux est 0, 0, 2, 8, 20, 24, 38, ... = (0, 2*A065056).
Inversement, on obtient
0,  0,   1,    3,   6,    2,    7,   13, ...
0, -1,  -1,   0, 10,   -3,    1,     6, ...
0, -2,  -3,  -3, 14,   -8,   -5,   -1, ...
0, -3,  -5,  -6, 18, -13,  -11,   -8, ...
0, -4,  -7,  -9,  22, -18, -17, -15, ...
0, -5,  -9, -12, 26, -23, -23, -22, ...
0, -7, -11, -15, 30, -28, -29, -29, ...
0, -8, -13, -18, 34, -33, -35, -36, ...
...
La somme des termes antidiagonaux est 0, 0, 0, 0, 0, 0, 0, ... = A000004.
Précisément: 0, 0+0, 1-1, 3-3, 6-6, 12-12, 21-21, 32-32, 48-48, 66-66, 90-90, 120-120, ... . Les termes nuls ou positifs forment une suite inconnue.
Maintenant, on part de (0, -A005132). Les lignes suivantes s'obtiennent par addition de (0, 2*A160356).
0,  0,  -1,  -3,  -6,  -2, -7, -13, ...
0,  2,   3,   3, -14,   8,  5,    1, ...
0,  4,   7,   9, -22, 18, 17, 15, ...
0,  6,  11, 15, -30, 28, 29, 29, ...
0,  8,  15, 21, -38, 38, 41, 43, ...
0, 10, 19, 27, -46, 48, 53, 57, ...
0, 12, 23, 33, -54, 58, 65, 71, ...
0, 14, 27, 39, -62, 68, 77, 85, ...
...
La somme des termes antidiagonaux est (0, A065056).
Inversement
0,    0,  -1,   -3,   -6,   -2,   -7,  -13, ...
0,   -2,  -5,   -9,    2, -12, -19,  -27, ...
0,   -4,  -9, -15,  10, -22, -31,  -41, ...
0,   -6, -13, -21, 18, -32, -43,  -55, ...
0,   -8, -17, -27, 26, -42, -55,  -69, ...
0, -10, -21, -33, 34, -52, -67,  -83, ...
0, -12, -25, -39, 42, -62, -79 , -97, ...
0, -14, -29, -45, 50, -72, -91, -111, ...
...
La somme des termes antidiagonaux est (0, -3*A065056).

## Calcul des termes successifs
On « soustrait si l'on peut et on additionne si l'on doit ».
- {\displaystyle a_{0}=0}
- {\displaystyle a_{1}=1} car {\displaystyle 0+1=1} ({\displaystyle a_{0}<1})
- {\displaystyle a_{2}=3} car {\displaystyle 1+2=3} ({\displaystyle a_{1}<2})
- {\displaystyle a_{3}=6} car {\displaystyle 3+3=6} ({\displaystyle 3-3} figure déjà dans la suite)
- {\displaystyle a_{4}=2} car {\displaystyle 6-4=2} ({\displaystyle a_{3}>=4} et {\displaystyle a_{3}-4} ne figure pas encore dans la suite)
- {\displaystyle a_{5}=7} car {\displaystyle 2+5=7} ({\displaystyle a_{4}<5})
- etc.
- Autosuite (en anglais autosequence) de première espèce correspondante:
- 0,     0,    0,    1,   2,   6,  13, 29, 60, ...
- 0,     0,    1,    1,   4,   7,  16, 31, 54, ...
- 0,     1,    0,    3,   3,   9,  15, 23, 33, ...
- 1,    -1,    3,    0,   6,   6,    8, 10, 19, ...
- -2,     4,   -3,    6,   0,   2,    2,   9, 16, ...
- 6,    -7,    9,   -6,   2,   0,    7,   7, 20, ...
- -13,   16, -15,    8,  -2,   7,    0, 13, 13, ...
- 29, -31,  23, -10,   9,  -7,  13,   0, 20, ...
- -60,   54, -33,  19,-16, 20, -13, 20,   0, ...

La diagonale principale est A000004. Les deux diagonales suivantes sont A005132.
La première colonne est la première ligne à signes alternés.
. Autosuite de seconde espèce:
.   0     0     2     3    10    20    45    91   168
.   0     2     1     7    10    25    46    77   120
.   2    -1     6     3    15    21    31    43     71 
.  -3     7    -3   12     6     10    12    28     51           
. 10  -10    15   -6     4       2    16    23     56
.-20   25   -21   10   -2     14     7     33     46
. 45  -46    31  -12   16     -7    26    13     53
.-91   77  -43    28  -23     33  -13    40     20
.168-120  71   -51   56    -46    53   -20    24

## Surjectivité
Neil Sloane déclare en 1991 suspecter que la suite est surjective, c'est-à-dire que tout nombre entier naturel y figure. En 2017, il indique en être moins sûr. Une recherche par ordinateur permet d'affirmer que le plus petit entier manquant dans les {\displaystyle 10^{230}} premiers termes est {\displaystyle 852655}.
La suite n'est pas injective, puisque certains nombres y figurent plusieurs fois. Le premier nombre à figurer deux fois est {\displaystyle 42} en {\displaystyle a_{20}} et {\displaystyle a_{24}}.